# Zhi Qian
Zhi Qian (xinès tradicional: 支謙, xinès simplificat: 支谦, pinyin: Zhī Qiān) va ser el fill d'un ambaixador dels yuezhi (els Kushana) a la Xina, que entre el 223 i el 253 va traduir al xinès moltes obres budistes. Va ser un dels més coneguts traductors de textos del budisme Mahayana, o «gran vehicle» que fins al seu temps només es coneixien fragmentàriament, i que a partir d'ell van influir en tot el pensament filosòfic xinès.